# 冬祭り

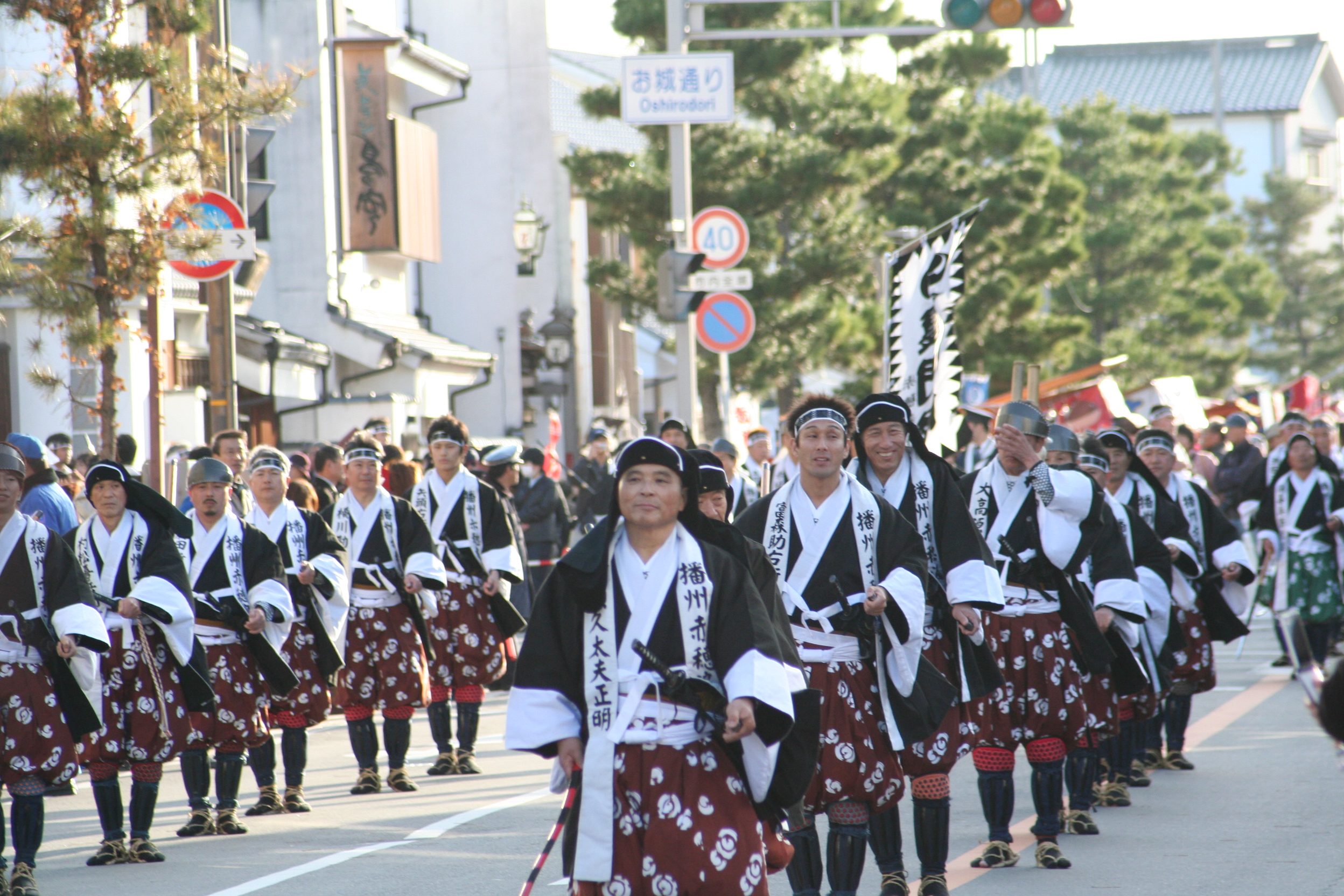
赤穂義士祭

冬祭および冬祭り（ふゆまつり）とは冬に行われる祭りのことである。立冬から立春にかけての3か月間（11月・12月・1月）に行われるものを指す場合が多い。

## 概要
冬祭りは、秋祭りが持つ収穫祭的要素と、春祭りが持つ祈年祭的要素の両方を併せ持っており、その位置づけについては不明な部分も多い。古来、旧暦の10月は忌月とされ、したがって月が変わって冬に突入した旧暦の11月に収穫祭を行ったが、後にその禁忌が失われて収穫直後の秋祭りが成立したともされる。
折口信夫は、秋から翌春にかけてのこの時期が、魂振、つまり鎮魂を行い、人間を含めた全ての魂が更新されるための時期として捉えた。さらに秋祭り・冬祭り・春祭りを、元来、収穫・魂の更新・祈年を扱う一続きの祭りであったとし、これから秋祭りと春祭りが分離し、残りが冬祭りとなったと説く。
また、柳田國男は、冬祭りの中心となる旧暦の11月が冬至を含む時期であり、春に向かう転機であることを指摘し、日本の祭りは本来、旧暦の11月を重要視したと説く。
朝廷の神祇官における四時祭では旧暦の11月の相嘗祭や鎮魂祭、新嘗祭が冬祭りとされ、翌月の月次祭や鎮火、道饗も、冬特有の祭事ではないものの冬祭りとして挙行されている。
現在、冬祭りとして行われるものは鎮魂祭の要素を残すものが多く、鎮魂祭の際に行われた霜月神楽を祖とする湯立や神楽などが行われることが多い。